# Nayaks de Tanjore

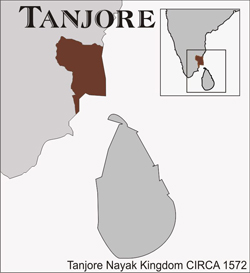
Situació del Regne de Nayak.

Els nayaks de Tanjore foren una dinastia hindú que va governar a Tanjore al Tamil Nadu entre el segle xvi i el XVII.
Al final del segle xiv la zona va caure en mans del regne de Vijayanagar. El 1535 Achyuta Deva Raya, germà i successor de Krishna Deva Raya de Vijayanagar va concedir a Cevvappa Nayak, governador de Tanjore, el títol de nayak (virrei). Cevvappa Nayak (1535-1590), era fill de Timmappa Nayak, nayak d'Arcot, i fou el primer sobirà; la seva dona Murtimamba fou una germana de la reina de Vijayanagar Thirumalamba; algunes fonts suposen que el títol fou part d'una aliança matrimonial i altres suposen que Ceyyappa era un important general o servidor cerimonial d'Achyuta Deva Raya, germà de Krishnadevaraya.
El va succeir Achuthappa Nayak (1590-1612), que del 1564 al 1590 ja va estar associat al poder amb el títol de yuvaraja. després del 1590 va tenir com a yuvaraja al seu fill Raghunatha Nayak. El seu ministre fou Govinda Dikshita. El 1565 es va produir la derrota de Talikota; posteriorment Achuthappa Nayak es va mantenir lleial, a diferència de Madurai i Gingi, els nayaks de les quals, sense trencar obertament, no pagaven el tribut. Això va portar al conflicte entre els nayaks de Madura i de Tanjore i es va lliurar la batalla de Vallamprakara. Virappa Nayak de Madura va obtenir la victòria. Achuthappa va donar suport al raja de Chandragiri (Vijayanagar) en la lluita contra els sultanats musulmans. Portugal dominava el territori de Nagapattinam i la regió de Colombo a Ceilan a més de tota la costa occidental de l'Índia; el rei de Jafna va demanar ajut als nayaks de Tanjore contra els portuguesos. Achuthappa Nayak va donar ajut i també va concedir terres a italians fugits del setge de Malta pels otomans a canvi de la seva conversió a l'hinduisme.
Ragunatha Nayak (1612-1645) és considerat el més gran sobirà; va ser patró de la literatura i altres activitats intel·lectuals i va escriure algunes obres de música i literatura telugu. Una de les seves dones, Ramabhadramba, fou una notable poetessa. Maduravani fou una altra poetessa destacada a la seva cort. El nayak va donar ajut al raja de Chandragiri de nom Venkatagiri Raya per recuperar molts territoris perduts davant el sultanat de Golconda. El 1620 Raghunatha Nayak va permetre l'establiment danès a Tarangambadi i això va encoratjar als anglesos a comerciar amb Tanjore. En el seu regnat es va crear la biblioteca de palau. La seva biografia fou escrita per Yajnanarayana, fill de l'antic ministre Govinda Dikshita. Mort Raghunatha el 1645 el seu fill s Vijaya Raghava, que estava associat des de 1631, va pujar al tron.
Vijaya Raghava Nayak (1645-1672) fou el darrer rei en una cort encara molt notable per la seva riquesa literària i artística. Va escriure més de 30 llibres en telugu. El nayak de Tanjore va refusar donar a la seva filla en matrimoni al nayak de Madura i fou assetjat per aquest Nayak, Chokkanatha el 1672; en veure que no hi havia esperança va fer saltar el seu palau i la seva zanana (residència dels prínceps i princeses) i amb el seu fill es va llençar contra els assetjants i va morir en lluita (en data entre 1671 i 1673). Alagiri, germà de Chokkanatha, fou nomenat governador, però vers el 1674 es va declarar independent.
No obstant un fill de Vijaya Raghava Nayak s'havia salvat i els seus partidaris van demanar ajut al sultà de Bijapur que va enviar (1675) al general Venkaji, germanastre del famós cap maratha Sivaji, per expulsar al virrei nomenat per Madura i restaurar al jove nayak. Venkaji va conquerir el país però no va tardar a usurpar el tron per a si mateix fundant vers 1676 una dinastia marataha que va conservar el poder fins al final del segle xviii. Vegeu Tanjore.

## Nota
1. ↑  la data podria ser en realitat vers 1670, vegeu la biografia de Chokkanatha Nayaka